# History
History (oprindeligt the History Channel fra 1995 til 2008) er en amerikansk tv-kanal, der er ejet A+E Networks, som er et joint venture mellem Hearst Corporation og Disney–ABC Television Group som er en division af the Walt Disney Company.
Kanalen sendte oprindeligt dokumentarprogrammer og serier om historiske emner. Siden 2008 har kanalen dog hovedsageligt sendt en udvalg af reality-tv-programmer og andre ikke-historierelaterede programmer. Kanalen er desuden ofte blevet kritiseret af videnskabsfolk og skeptikere for at viser pseudo-dokumentarer, udokumenterede og sensationsprægede programmer som Ancient Aliens, UFO Files, Brad Meltzer's Decoded, og Nostradamus Effect. I august 2013 kunne omkring 98.226.000 amerikanske husholdninger (86,01 %) modtage History.
Internationale versioner af History er tilgængelig i forskellige former i Canada, Europa, Australien, Mellemøsten, Afrika, og Latinamerika. Den første europæiske version blev sendt i Skandinavien i 1997 af Viasat, der nu har deres egen kanal, Viasat History.